# Cistus fernandesiae
Cistus fernandesiae är en solvändeväxtart som beskrevs av A.R. Pinto da Silva. Cistus fernandesiae ingår i släktet Cistus och familjen solvändeväxter. Inga underarter finns listade i Catalogue of Life.